# Sosnyna
Sosnyna (ukr. Соснина) – wieś na Ukrainie, w obwodzie wołyńskim, w rejonie włodzimierskim, w hromadzie Iwanicze.
Do 1946 roku miejscowość nosiła nazwę Biskupice Szlacheckie (ukr. Бискупичі Шляхетські, Byskupyczi Szlachetśki).

## Historia
Pod koniec XIX w. wieś w gminie Grzybowica (Hrybowica) w powiecie włodzimierskim.
W latach 1940-2020 w rejonie iwanickim.